# Staatsspoorbrug
De Staatsspoorbrug is een hefbrug over de Spoorweghaven bij Haagweg 11 in de Nederlandse stad Leiden, provincie Zuid-Holland. De eerste brug op deze locatie werd in 1878 gebouwd als onderdeel van het goederenstation van de Nederlandsche Rhijnspoorweg-Maatschappij (NRS). Nadat de NRS in 1890 opging in de Maatschappij tot Exploitatie van Staatsspoorwegen kreeg de brug zijn huidige naam. In 1916 werd dit geformaliseerd. In 1941 werd de huidige brug gebouwd en die heeft nu de status van gemeentelijk monument.

## Typering
De Staatsspoorbrug is een stalen hefbrug, waarvan beide landhoofden bestaan uit rood metselwerk en graniet, een val bestaande uit een kunststof (oorspronkelijk houten) brugdek op ijzeren langsliggers, en vier identieke losstaande betonnen heftorens van ongeveer 4 meter hoog. Midden op de torens staan evenwichtswielen waar grote basaltblokken als contragewicht aan hangen. De hefkabels zijn losgemaakt van de brug, die daarom niet meer kan worden bewogen. De rijweg is 9 meter breed met aan weerszijden een fietspad (oorspronkelijk voetpad) van 2 meter breed. Aan de kant van de spoorweghaven is in 2008 een houten voetgangersbrug toegevoegd.

## Geschiedenis
De brug is onderdeel van het goederenstation van de spoorlijn van Leiden naar Woerden (en later naar Utrecht), waarover op 14 oktober 1878 de eerste trein reed. In eerste instantie zou de spoorlijn in Leiden beginnen ter hoogte van de Koepoort, dat werd gewijzigd naar de Witte Poort, maar uiteindelijk werd gekozen voor een combinatie met het reeds bestaande station van de Hollandse IJzeren Spoorweg Maatschappij (HIJSM) aan de lijn Amsterdam - Leiden - Den Haag.
Aangezien geen toestemming werd verkregen om gebruik te maken van de spoorweghaven bij het station van de HIJSM (op de plek waar nu het Stationsplein en de Plesmanrotonde zijn gelegen) werd door de NRS gekozen voor een afzonderlijke spoorweghaven en goederenstation ter hoogte van de Witte Poort aan de Haagweg. De spoorweghaven werd vanaf de Oude Rijn parallel aan het spoor aangelegd. Ter hoogte van de Haagweg kwam een ongelijkarmige draaibrug, die in onderhoud was bij de NRS (later de Staatsspoorwegen, nog later de Nederlandsche Spoorwegen. Maker van de draaibrug was de Koninklijke Nederlandsche Grofsmederij tegen een aanneemsom van f 9.450,- Bij het goederenstation kwamen ook een locomotiefloods, werkplaats, steenkolenbergplaats, en een woning voor de stationschef.
Tot 1 augustus 1896 lagen brug en goederenstation op het grondgebied van Zoeterwoude. Van 1903 tot 1919 dubbelde het goederenstation als passagiershalte: de Stopplaats Leiden Witte Poort.
De oorspronkelijke brug had een rijbreedte van 3,45 meter met aan weerszijden een smal trottoir van 60 cm. Voor het toenemende verkeer werd de brug steeds meer een belemmering omdat twee voertuigen elkaar hier niet konden passeren. De A.N.W.B. drong er bij de directie van de Nederlandsche Spoorwegen dan ook schriftelijk op aan om vernieuwing van de brug te willen bevorderen. Pas in 1942 werd de oorspronkelijke draaibrug vervangen door de huidige hefbrug. De brug werd gebouwd door Stork-Hijsch uit Haarlem naar een ontwerp van het Bruggenbureau van Rijkswaterstaat. Het maken van de onderbouw werd voor f 31.883,- aanbesteed aan H.C. Heemskerk te Leiden. Toen de spoorhaven zijn functie verloor en er sprake was van achterstallig onderhoud aan de brug heeft men uit veiligheidsoverwegingen besloten de hijskabels met de contragewichten los te koppelen van de brug. Ook het goederenstation verloor zijn functie. De goederenloods bleef nog geruime tijd in gebruik bij Van Gend & Loos.

## Gemeentelijk monument
De brug is een gemeentelijk monument en is ingeschreven onder nummer 1766 in het monumentenregister aangezien dit de laatste nog resterende hefbrug is in Leiden en in combinatie met het voormalige rangeerterrein en de spoorhaven een waardevol industrieel monument dat verwijst naar de geschiedenis van de spoorinfrastructuur in Leiden. Het advies van de commissie is van 11 december 2002; het besluit van B&W is gedateerd 4 maart 2014.

## Huidige situatie
De brug was lange tijd in slechte staat, maar werd in twee fasen gerestaureerd: in augustus 2015 en augustus 2017, voor een bedrag van bijna twee miljoen euro, echter zonder herstel van de functionaliteit van het bewegingsmechaniek. De spoorweghaven is alleen nog in gebruik als ligplaats voor enkele bootjes en een tweetal woonboten. Het voormalige rangeerterrein is tegenwoordig in gebruik als parkeerterrein (Haagwegterrein). De goederenloods is gesloopt. Hier staat nu Theater Ins Blau.

## Afbeeldingen

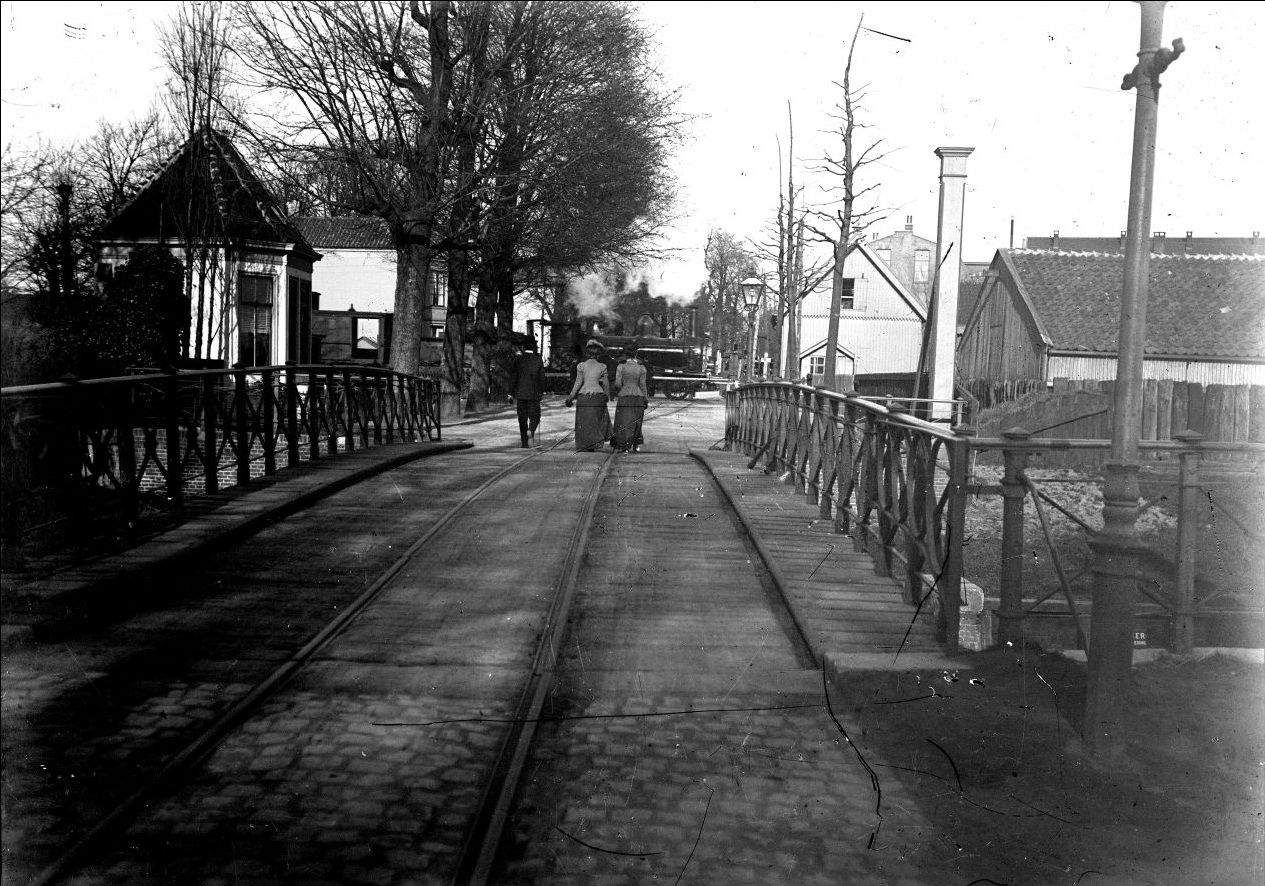
De oorspronkelijk brug uit 1878 met de rails van de stoomtram naar Voorschoten
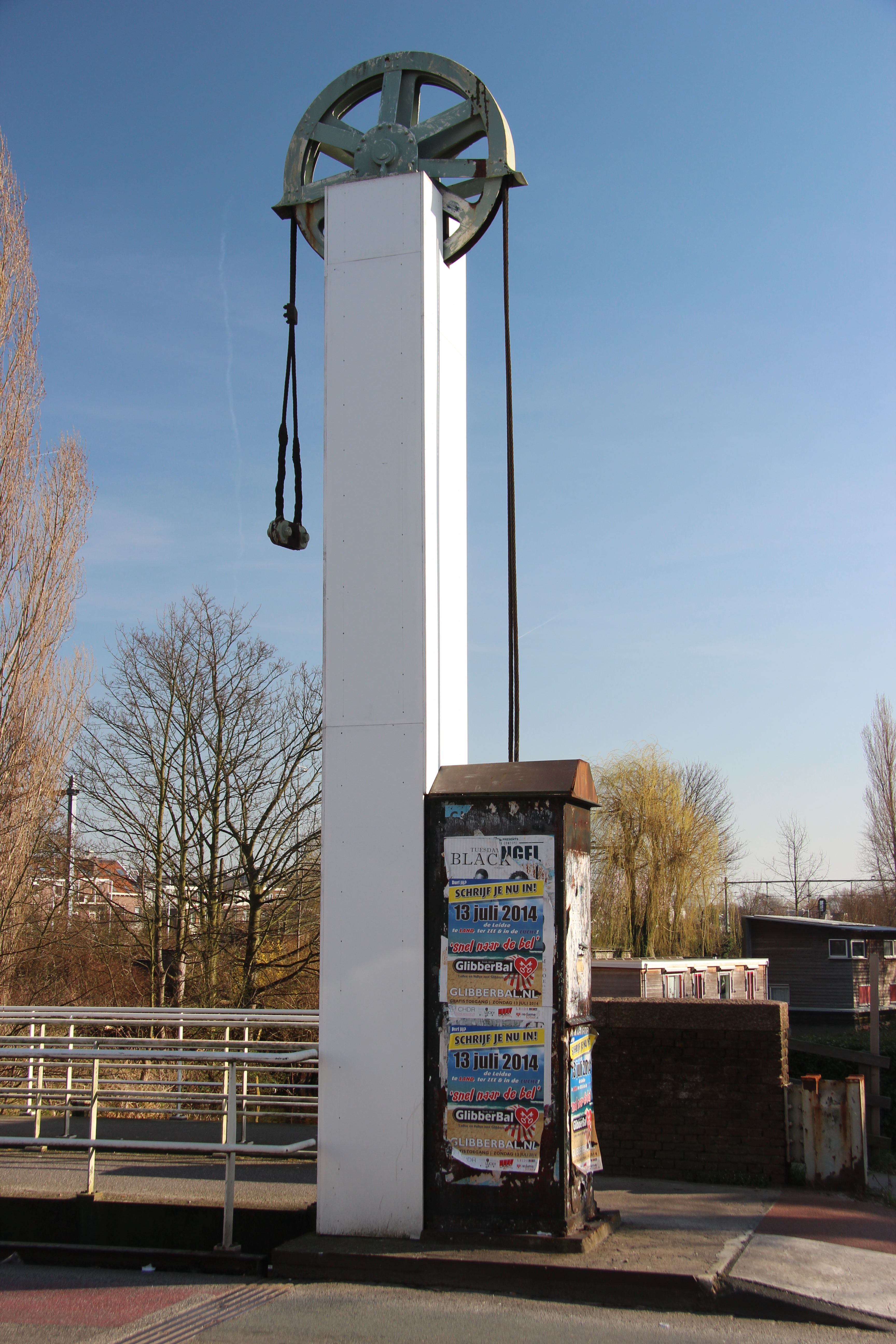
Een van de heftorens
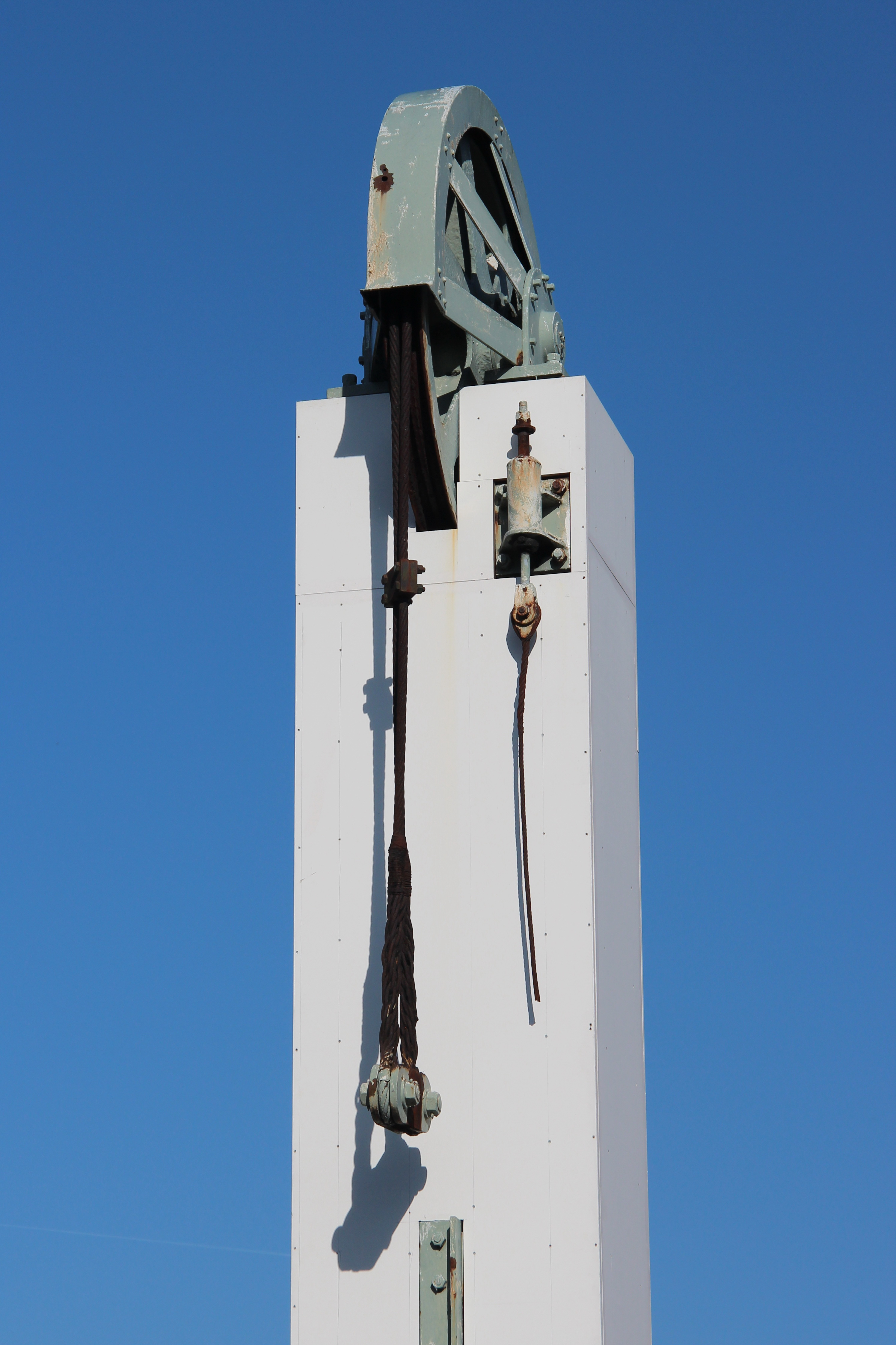
Evenwichtswiel op een heftoren

In de binnenstad:

Aeldisbrug ·
Alkemadebrug ·
Asschuurbrug ·
Blauwpoortsbrug ·
Blekersbrug ·
Bostelbrug ·
Catharinabrug ·
Derde Waardbrug ·
Doelenbrug ·
Doelengrachtsbrug ·
Doelenpoortsbrug ·
Dullebrug ·
Franciskanerbrug ·
Gansoordbrug ·
Gepekte Brug ·
Groenebrug ·
Groenhazenbrug ·
Grofsmederijbrug ·
Grote Havenbrug ·
Hapynionbrug ·
Helarbrug ·
Herenbrug ·
Herenpoortsbrug ·
Hogewoerdsbrug ·
Hoogeveensbrug ·
Huigbrug ·
Hulpwerfbrug ·
Jan van Houtbrug ·
Jan Vossenbrug ·
Karnemelksbrug ·
Katoenbrug ·
Kazernebrug ·
Kerkbrug ·
Kerkpleinbrug ·
Kippenbrug ·
Kleine Havenbrug ·
Kleine Paterbrug ·
Koepoortsbrug ·
Koornbrug ·
Koningsbrug ·
Kraaierbrug ·
Laatste Brug ·
Lijsbethbrug ·
Looiersbrug ·
Lourisbrug ·
Loviumbrug ·
Marebrug ·
Marepoortsbrug ·
Mecklenburgerbrug ·
Minnebroersbrug ·
Molensteegbrug ·
Morspoortbrug ·
Nassaubrug ·
Neksluisbrug ·
Nieuwsteegbrug ·
Nonnenbrug ·
Noordeindsbrug ·
Noord-Kijfbrug ·
Oranjebrug ·
Paterbrug ·
Pauwbrug ·
Poppebrug ·
Rembrandtbrug ·
Reuvensbrug ·
Rijnbrug ·
Rijnsburgerbrug ·
Scheluwbrug ·
Singelbrug ·
Sint Jansbrug ·
Sint Jeroensbrug ·
Sint Sebastiaansbrug ·
Stadsmolensluis ·
Tapijtkloppersbrug ·
Trekvaartbrug ·
Turfmarktsbrug ·
Tweede Waardbrug ·
Utrechtse Brug ·
Valkbrug ·
Van Disselbrug ·
Verversbrug ·
Vierde Waardbrug ·
Visbrug ·
Vlietbrug ·
Vreewijkbrug ·
Warmonderbrug ·
Weverbrug · 
Wijnbrug ·
Wisenniabrug ·
Wittepoortsbrug ·
Zijlpoortsbrug ·
Zuid-Kijfbrug ·
Zuidsingelbrug
Overige bruggen:

Groenhovenbrug ·
Haagbrug ·
Haagsche Schouwbrug ·
Hoflandbrug ·
Hooghkamerbrug ·
Jaagbrug ·
Jan van Goyenbrug ·
Julius Caesarbrug ·
Kanaalbrug · 
Lammebrug ·
Oud-Hortuszichtbrug ·
Trekvlietbrug ·
Schrijversbrug ·
Spanjaardsbrug ·
Spoorbrug RSK ·
Spoorbrug De Vink ·
Staatsspoorbrug ·
Stevensbrug ·
Stevenshofbrug ·
Sumatrabrug ·
Waddingerbrug ·
Wilhelminabrug ·
Wouterenbrug ·
Zijlbrug